# Jean Cau

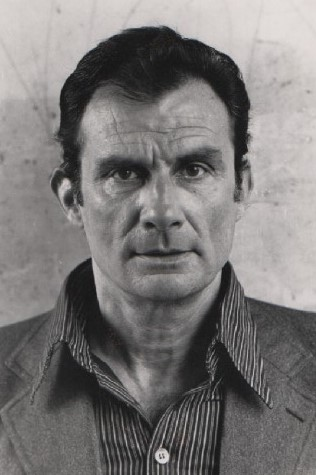
Escritor

Jean Cau (Bram, Aude, 8 de julio de 1925 - París, 18 de junio de 1993) fue un escritor y periodista francés.

## Biografía
Nacido en Bram, Aude, fue secretario de Jean Paul Sartre, además de periodista y reportero de L´Express, del Nouvel Observateur, de Le Figaro y de Paris-Match. En 1961, recibió el Premio Goncourt por su novela La Misericordia de Dios. Cau también escribió varias obras sobre la tauromaquia y España.
Además de novelas y periodismo, escribió dos obras de teatro y coescribió el guion de la exitosa película de gánsteres francesa de 1970 Borsalino (película), protagonizada por Alain Delon. Colaboró en los guiones de cine y televisión para varias otras producciones.
A partir de la década de 1970 y procedente de la extrema izquierda, se acercó a GRECE y sus escritos se impregnaron de un neopaganismo heliocéntrico. Jacques Marlaud dedicó un capítulo entero a Cau en su estudio sobre el paganismo literario y filosófico contemporáneo.

## Tauromaquia
Jean Cau era un entusiasta de la tauromaquia. Escribió varios artículos y obras sobre este tema, mostrando su vinculación a los ritos ancestrales, paganos, de juego con el animal salvaje. Se estableció en España para preparar varias novelas, entre ellas Les oreilles et la queue (Las orejas y el rabo).

## Obras
- Le Fort interieur (1948)
- Maria-negre (1948) ISBN 978-2-07-021284-2
- Le coup de barre (1950) ISBN 978-2-07-021285-9
- Le tour d´un monde (1952) ISBN 978-2-07-021286-6
- Les Paroissiens (1958) ISBN 978-2-07-021287-3
- Mon village (1958) ISBN 978-2-07-021288-0
- Vie et mort d´un toro brave (1961)
- La Pitie de Dieu (1961) Premio Goncourt ISBN 978-2-07-021290-3
- Les Parachutistes. Le Maitre du monde (1963) ISBN 978-2-07-021291-0
- Le Meurtre d´un enfant (1965) ISBN 978-2-07-021292-7
- Lettre ouverte aux tetes de chienes occidentaux (1967) ISBN 978-2-226-04576-8
- Un testament de Staline (1967) ISBN 978-0-03-618675-6
- Les Yeux creves (1968) obra de teatro
- Le pape est mort (1968) ISBN 978-2-7103-2218-4
- Le Spectre de l´amour (1968) ISBN 978-2-07-026885-6
- L´Agonie de la vielle (1969) ISBN 978-2-7103-2206-1
- Tropicanas, de la dictature et de la revolution sous les tropiques (1970) ISBN 978-2-07-026887-0
- Les Entrailles du taureau (1971) ISBN 978-2-07-027995-1
- Le Temps des esclavs (1971) ISBN 978-2-7103-1686-2
- Ma misogynie (1972)
- Les ecuries de l´occident-traite de morale (1973) ISBN 978-2-7103-1228-4